# Изотоп (объединение)
«Всерегиональное объединение "Изотоп"» (В/О «Изотоп») – основано в 1958 году (с 2017 года входит в группу компаний АО «Русатом Хэлскеа»). Более 60 лет компания является связующим звеном между предприятиями-производителями изотопной продукции и ее потребителями. В 2015 г. распоряжением Госкорпорации «Росатом» АО «В/О «Изотоп» определено уполномоченной организацией в области оборота и продвижения продукции изотопного комплекса Госкорпорации «Росатом» на зарубежном рынке. Более полувека предприятие поставляет радиофармацевтическую продукцию и изделия медицинского назначения в медицинские учреждения, расположенные по всей России. Среди партнеров АО «В/О «Изотоп» более 100 зарубежных компаний, расположенных в 50 странах мира, и порядка 600 организаций в России, в том числе медицинские учреждения, промышленные предприятия и научные организации. 
«В/О «Изотоп» является членом European Association of Nuclear Medicine, International Irradiation Association. Является активным участником мероприятий, организованных Российским Обществом Ядерной Медицины, Санкт-Петербургским радиологическим обществом и др.

## История
- 1958 год – создание Всесоюзной Конторы «Изотоп» в составе треста «Союзреактив» в составе Государственного Комитета Совета министров СССР по химии.
- 1961 год —  реорганизация во Всесоюзное Объединение «Изотоп», в состав которого вошли семь отделений в Москве, Ленинграде, Киеве, Минске, Свердловске, Ташкенте, Хабаровске. Компания переходит в ведомство Государственного Комитета Совета министров СССР по использованию атомной энергии.
- 1975 год – «Изотоп» принимает участие в разработке широкого спектра радиоизотопных приборов, организации их производства и внедрении в народное хозяйство страны.
- 1985-1987 гг. -–в период бурного развития атомной энергетики «Всесоюзное объединение «Изотоп» осуществляет поставки на строящиеся АЭС спектрометрической, дозиметрической и радиометрической аппаратуры, аппаратуры автоматизированной системы радиационного контроля, аппаратуры контроля и управления реакторными установками, оборудования и средств индивидуальной защиты.
- 1986 год – «Изотоп» принимает активное участие в организации производства и обеспечении поставок дозиметрической и радиометрической аппаратуры в регионы, пострадавшие в результате аварии на Чернобыльской АЭС.
- 1992 год - «Всесоюзное объединение «Изотоп» переименовано во «Всерегиональное объединение «Изотоп» по приказу Министерства Российской Федерации по атомной энергии № 343 от 18.09.1992 года. Общество приступило к восстановлению системы обеспечения радиоизотопной продукцией медицинских учреждений Российской Федерации после развала СССР.
- 2001 год – образование ФГУП Всерегиональное Объединение «Изотоп» в структуре Министерства РФ по атомной энергетике.
- 2008 год – преобразование в открытое акционерное общество.
- 2009 год - ОАО «В/О «Изотоп» выполняет работы по уменьшению радиологической угрозы в странах бывшего СССР, Восточной Европы, Азии и Африки. ОАО «В/О «Изотоп» выбрано в качестве генерального подрядчика (Главным исполнителем) работ по разборке и транспортировке радиоизотопных термоэлектрических генераторов (РИТЭГ).
- 2013 год - сформирована долгосрочная стратегия развития компании на российском и международном рынке изотопной продукции на 2014-2030 гг
- 2014 год - заключены первые контракты на поставку ИИИ на основе Со-60 российского дизайна конечными потребителям - крупными центрами облучения в различных странах мира. В рамках межправительственного соглашения достигнуты договоренности о начале поставок Мо-99 в Бразилию.
- 2015 год - Общество определено в качестве уполномоченной организации в области оборота и продвижения на зарубежном рынке изотопной продукции, производимой акционерными обществами Госкорпорации «Росатом». Разработана и утверждена стратегия развития изотопного бизнеса Госкорпорации «Росатом».
- 2017 год - заключено соглашение на поставку изотопной продукции медицинского назначения с Бразилией. Этот контракт стал крупнейшим не только для АО «В/О «Изотоп», но и для Госкорпорации «Росатом» в целом, и однозначно войдёт в историю российской изотопной отрасли. Также выведен на рынок новый продукт - диски из Ir-191.
- 2019 год - АО "В/О "Изотоп" более чем в 10 раз увеличил объем экспортных поставок Lu-177 в форме раствора. Также осуществлены крупные поставки Ge-76 и Mo-100 в адрес международных научных коллабораций. Кроме того, рекордное количество дисков из иридия произведено и поставлено зарубежным компаниям и организациям Госкорпорации "Росатом".
- 2020 год - в течение года были организованы бесперебойные поставки продукции медицинского и промышленного назначения в условиях пандемии и удаленного режима работы, в т.ч. обеспечены доставки медицинской продукции автотранспортом в период массовых отмен авиарейсов. АО "В/О "Изотоп" одержало победу в ряде крупных конкурсов на поставку промышленных источников на рынках РФ и СНГ.

## Деятельность
Ключевая продукция, поставляемая АО «В/О «Изотоп»: 
- Медицинские изотопы.
- Радиофармпрепараты.
- Генераторы (генераторы технеция-99m, генератор рения-188, генератор галлия-68).
- Стабильные изотопы.
- Промышленные изотопы и источники излучения.

В число российских партнеров «В/О «Изотоп» входят: «ПО «Маяк», «ГНЦ «НИИАР», «ГНЦ РФ - ФЭИ», «ИРМ», Радиевый институт им. В. Г. Хлопина, НИФХИ им. Л. Я. Карпова, ПО ЭХЗ и др.
Компания оказывает сервисные услуги (обслуживание приборов и установок, зарядка-перезарядка и возврат отработавших источников, складские и транспортные услуги и др.), осуществляет транспортные перевозки опасных грузов 7 класса, проводит сертификацию и техническую экспертизу радиационных источников.